# Cees Joosen

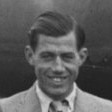
Cees Joosen (1946)

Cees Joosen (Made, 6 juni 1920 - Breda, 20 juli 1976) was een Nederlands wielrenner.

## Carrière
Cees Joosen won tijdens zijn profcarrière 7 wedstrijden, alleen kleine koersen: Elsloo, Venlo, Geleen, Valkenburg, Wouw, Chaam & Roosendaal. Op het Nederlands kampioenschap behaalde hij zilver in 1943 en brons in 1940. In de Vuelta a España van 1946 werd hij 23e in het eindklassement.

## Resultaten in voornaamste wedstrijden
| Jaar | Ronde van Italië | Ronde van Frankrijk | Ronde van Spanje |
| ---- | ---------------- | ------------------- | ---------------- |
| 1945 |                  |                     |                  |
| 1946 |                  |                     | 23e              |
| 1948 |                  |                     |                  |

| Jaar | Ronde van Vlaanderen |
| ---- | -------------------- |
| 1945 | 20e                  |
| 1946 |                      |
| 1948 | 49e                  |